# Stadion Stari plac
Het Stadion Stari plac is een multifunctioneel stadion in Split, een stad in Kroatië. In het stadion is plaats voor 4.000 toeschouwers. Het stadion werd geopend in 1911. Stari plac betekent 'oude grond'.
Voordat het terrein gebruikt werd voor sport was dit een oefenterrein voor het koninklijk Oostenrijks leger.
In 1911 begon de voetbalclub Hajduk Split met spelen op dit veld. In de jaren erna heeft het terrein enige veranderingen ondergaan, zoals een vergroting van het speelveld. In 1926 werd de eerste (houten) tribune gebouwd. Binnen een jaar zou de eerste tribune echter in de brand vliegen en moest er een nieuwe gebouwd worden. In de Tweede Wereldoorlog werd deze verwoest. In de jaren na de oorlog werd het stadion weer hersteld en kwam er een nieuwe tribune. De capaciteit ging van 900 naar 1400.
In 1979 verhuist Hajduk Split naar het dan nieuw gebouwde Poljudstadion en verlaat daarmee dit stadion. Rugbyclub RK Nada maakt vanaf dat moment gebruik van het stadion. In 2008 komt het terrein op de monumentenlijst.

## Interlands
| Voetbalinterlands | Voetbalinterlands | Voetbalinterlands       | Voetbalinterlands | Voetbalinterlands    | Voetbalinterlands |
| №                 | Datum             | Wedstrijd               | Uitslag           | Competitie           | Toeschouwers      |
| ----------------- | ----------------- | ----------------------- | ----------------- | -------------------- | ----------------- |
| 1                 | 13 november 1955  | Joegoslavië – Finland   | 8–0               | vriendschappelijk    | 10.000            |
| 2                 | 26 februari 1969  | Joegoslavië – Zweden    | 2–1               | vriendschappelijk    | 18.000            |
| 3                 | 4 april 1971      | Joegoslavië – Nederland | 2–0               | WK 1970 kwalificatie | 15.563            |